# サンティゴールド
サンティゴールド（Santigold、本名: Santi White、1976年9月25日 - ） とは、アメリカ合衆国の歌手、ラッパー、ソングライター、音楽プロデューサーである。パンク・ロックバンドの"スティフド"でボーカルとして活動した後、2008年にアルバム『Santogold』でソロデビュー。2012年に2作目のアルバム『Master of My Make-Believe』をリリース、2016年には3作目『99¢』をリリースしている。

## ディスコグラフィー
スタジオ・アルバム
- Santogold (2008年)
- Master of My Make-Believe (2012年)
- 99¢ (2016年)